# Internationale Film-Union
Die Internationale Film-Union GmbH Remagen war ein Kopierwerk und Synchronisationsatelier, das ab 1946 im Calmuth-Tal zwischen Remagen und Oberwinter existierte. Mehr als 800 Spielfilme wurden dort synchronisiert, beispielsweise die Don-Camillo-und-Peppone-Filme und zahlreiche Filme mit Laurel und Hardy.

## Geschichte

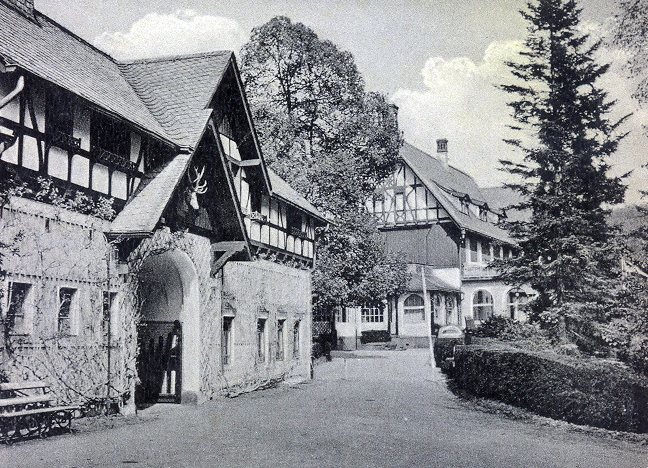
Firmensitz der IFU - Gut Calmuth (um 1930)

Am 8. März 1947 wurde die Film-Union gegründet und kurz darauf in Internationale Film-Union umbenannt. Die Franzosen brachten die Union mit dem Hauptaktionär Union Générale Cinematographique in die Calmuth und erhofften sich dadurch, den Film in ihrer Besatzungszone zu beleben. Im Tal bei Remagen stand fortan ein Schwarzweiß-Kopierwerk, in dem bis 1996 Nitrofilme umkopiert und Kopien für Kino und Fernsehen hergestellt wurden.
1946/1947 wurden die Synchronstudios gebaut, im Gebäude mit untergebracht waren drei Ateliers, Regie- und Projektionsraum, Schneide- und Vorführungsraum sowie Aufenthaltsräume für Schauspieler. Sprach- und Musikaufnahmen, Sprach- und Geräuschsynchronisation, Kommentaraufnahmen und Überspielungen – die Ateliers wurden ständig genutzt. Im großen Atelier entstanden unter anderem Aufnahmen mit Kurt Edelhagen. 
Bis 1965 wurde der Betrieb hauptsächlich von französischen Firmen bestimmt. Nach der Umwandlung der IFU in eine GmbH im Jahre 1960 und dem Verkauf an die Hadeko Film GmbH 1965 endet die französische Beteiligung. Mit dem Aufkommen des Fernsehens verlor die IFU zunehmend Aufträge im Synchronisationsgeschäft und wurde daraufhin an Gerd Holland verkauft, der dort bis 1986 die bereits seit 1951 existierende Filmwochenschau Blick in die Welt produzierte. 1996 stellt die IFU ihre Tätigkeit vollständig ein. Der verfallene Studiokomplex wurde 2008 an Frank Asbeck verkauft, der die IFU-Gebäude (Kopierwerk, Tonstudio) abreißen ließ, um das Jagdschloss Gut Calmuth wieder in seinen ursprünglichen Zustand zu versetzen. Das Archivmaterial der IFU wurde dabei ebenfalls größtenteils vernichtet; einiges wurde jedoch dem Deutschen Filmmuseum in Frankfurt am Main übergeben.
Bis 1973 synchronisierten auch zahlreiche Stars ihre Filme bei der IFU. Darunter waren: Romy Schneider, Hildegard Knef, Ellen Schwiers, Hansjörg Felmy und Gert Froebe. Auch Fernandel als Don Camillo erhielt seine deutsche Stimme in den Ateliers der IFU und auch zahlreiche Laurel-und-Hardy-Filme wurden hier bearbeitet.
Das Kopierwerk, das bis zum Schluss ausschließlich Schwarzweiß-Kopien anfertigte, war eines der wenigen Kopierwerke, das in den 1980er und 1990er Jahren 16- und 35-Millimeter-Kopien von 35-Millimeter-Nitronegativen in guter Qualität und zu vertretbaren Preisen anfertigen konnte. Zahlreiche schwarzweiße Kinoklassiker wurden dort von Schwarzweiß-Nitronegativen kopiert.